# Beograjska deklaracija
Beograjska deklaracija je meddržavni dokument, ki sta ga v Beogradu 2. junija 1955 podpisala takratni novoimenovani premier (predsednik vlade oz. Sveta ministrov) Sovjetske zveze Nikolaj Aleksandrovič Bulganin in predsednik republike, ki je bil obenem tudi premier Jugoslavije (predsednik Zveznega izvršnega sveta) Josip Broz Tito. Z njenim podpisom so se normalizirali odnosi med državama, ki so se ohladili po resoluciji Informbiroja iz leta 1948. V delegaciji je bil prisoten tudi prvi sekretar (voditelj) sovjetske komunistične partije Nikita Hruščov, ki pa ni bil podpisnik, saj formalno zanj ni bil pristojen.
Čeprav je podpis deklaracije pojmovan kot Titov osebni uspeh, se ocenjuje, da je bil podpis tudi sovjetska zmaga, saj se je s tem podpisom do neke mere zaustavilo takratno približevanje Jugoslavije zahodnemu političnemu polu oz. ZDA in njenim zaveznicam. Podpis je bil mogoč tudi zaradi menjave na sovjetskem vrhu, ko je po Stalinovi smrti leta 1953 vodenje sovjetske komunistične partije prevzel Nikita Hruščov, ki je bil prav tako udeležen v misiji in je prisostvoval podpisu. 
Naslednje leto (1956) je sledila še Moskovska deklaracija, ki sta jo podpisala vrhovni sovjetski voditelj Hruščov in Tito kot generalni sekretar CK ZKJ, s katero je Komunistična partija Sovjetske zveze priznala pravico ZKJ do lastne politike oz. poti v socializem, ki ni odvisna od njene politike.
Z deklaracijo je bilo ugotovljeno, da imajo socialistične države pravico do lastne interpretacije marksizma in formalno vzpostavil enakovredne odnose med državami sovjetskega (oz. socialističnega) bloka ter samo Sovjetsko zvezo. Omejitve te deklaracije so se pokazale že po sovjetski intervenciji na Madžarskem oktobra leta 1956, ko je sovjetsko vodstvo za madžarsko revolucijo obtožilo takratno jugoslovansko vlado. Skozi podobna hladna obdobja so sovjetsko-jugoslovanski odnosi šli tudi v 1960-ih, po nasilni zadušitvi praške pomladi.